# معن عبد القادر آل زكريا
معن عبد القادر آل زكريا (  5 شباط 1943 -)، كاتب ومؤلف ومؤرخ وباحث أكاديمي عراقي.

## نسبه وأسرته
ولد معن آل زكريا في الموصل في 29 محرم 1362هـ/ 5 شباط 1943، ونسبهُ هو معن بن عبد القادر أبن الحاج مصطفى بن يحيى أبن الملاّ زكر أبن الحاج يونس أبن الحاج زكريا التاجر، نزحت أسرته البكرية (بكر وشيبان) من الحجاز أواخر القرن الأول الهجري وقطنت ولاية الموصل، ونشأ في مدينة الموصل وعرفت أسرتهُ بثرائها واشتغالها بالتجارة، وكان جده الخامس الحاج زكريا التاجر من الروّاد الأوائل في عهد الدولة العثمانية ممن أسسوا مدارس العلم والحقوق ومنها (مدرسة الحاج زكريا التاجر الأهلية المدنية) التي تقع في محلة (شهر سوقي) في الموصل وأسست في عام 1786.

## دراسته وشهادته
أكمل معن آل زكريا دراسته الأولية في مدارس الموصل، وأهتم بالكتابة والمُطالعة وبالأدب وتردد على المكتبات العامة في المدينة، ولقد ابتدأ الكتابة والنشر عام 1964 في صحف الموصل المحلية، والتحق بالمعهد العالي في الموصل وحصل على شهادة دبلوم عالي في المحاسبة عام 1965، ثم حصل على شهادة بكالوريوس اقتصاد من كلية الإدارة والاقتصاد في جامعة الموصل عام 1974، ولديهِ شهادة دبلوم في الدراسات العليا في التنمية الاقتصادية من جامعة ويلز في المملكة المتحدة عام 1979، وبعدها حصل على شهادة بكالوريوس في الحقوق عام 2002، وعلى شهادة ماجستير في القانون الدولي العام في عام 2005، وحصل على دبلوم في اللغة الانكليزية من مدرسة لندن للدراسات اللغوية (ILC) (International Language Centre) عام 1975 بدرجة A level. 
وهو حائز على مرتبة الشرف من المعهد الأميركي لدراسة الشخصيات العالمية الثقافية (American Biographical Institute) سنة 1998 وتمّ تجديدُهُ عام 2008 بصفته واحداً من أبرز (500) شخصية عالمية قدمت خدمات لبلادها في مجالات الثقافة والنشر والمعرفة على مدى 35 عاماً، وحصل على جائزة النجمة الذهبية للابداع في خدمة العراق، فضلاً عن شهادة شكر وتقدير من مجموعة الاعلام العراقي المستقل في 13 آب 2009.

## أعماله ومنجزاته
- عمل استاذا ومعلما وشغل عدة مناصب في التعليم والتربية، ولهُ خدمة فعلية في وزارة التعليم العالي والبحث العلمي قدرها 47 سنة، منها 22 سنة خدمة إدارية، ومنها 25 سنة خدمة جامعية قضاها في جامعة الموصل في كلية الإدارة والاقتصاد، وفي المعهد التقني في الموصل.
- درّس أثناء خدمته مادة المفاهيم الأساس في علم الاقتصاد باللغة الإنكليزية، ومادة الإحصاء باللغة الإنكليزية، ومادة الديموقراطية والأنظمة البرلمانية وحقوق الإنسان باللغة العربية، ومادة مباديء القانون باللغة الإنكليزية لطلبة المرحلة الأولى في كلية الحقوق في جامعة الموصل، ومادة القانون الدستوري والقانون الدُولي والعلوم المالية والمصرفية لطلبة المراحل الثانية والثالثة والرابعة على التوالي في كلية الحقوق في جامعة الموصل للسنة الدراسية 2015 – 2016.
- حاضر في كثير من المناسبات عن الستراتيجية وآلية صنع القرار السياسي.
- أشغل وظيفة مدير التعليم المستمر في جامعة الموصل 1980-1982.
- أشغل وظيفة مدير الاستيراد في جامعة الموصل 1982 – 1983.
- أشغل وظيفة مدير العقود والمقاولات في مديرية إنشاءات جامعة الموصل للفترة 1970 - 1975.
- حصل على منصب نائب رئيس جمعية الاقتصاديين العراقيين فرع نينوى.
- عضو الاتحاد العام للكتاب والأدباء في العراق.
- عضو في جمعية المترجمين العراقيين – جمعية المترجمين الدولية.
- عضو في نقابة المحامين العراقية.

## من مؤلفاته
للباحث والمؤرخ معن آل زكريا الكثير من المؤلفات في تاريخ الموصل القديم، ومنها قصصاً متفرقة في مجلة (صوت) في عام 1997 ومجلة (أفق) في عام 1998 من إصدارات اتحاد أدباء وكتاب نينوى، وساهم بقصة (التحليق بحثاً عن أجنحة)- قصص من نينوى، وهي مجموعة مشتركة صدر منها الجزء الأول في عام 1999، ونشرت لهُ قصائد شعر في جريدة الحدباء الموصلية ومجلة الطليعة الأدبية البغدادية ومجلة أتحاف التونسية، كما نشرت لهُ مقالات في العمارة والفن التشكيلي في مجلة ألف باء عام 1998، ومجلة الرافد في الشارقة عام 1999، ومجلة المنتدى في دبي عام 2000، ومجلة تايكي في عمان عام 2000.
ولقد نشر في مجلة جامعة الموصل (مناهل جامعية – مجلة شهرية) خمساً وعشرين مقالة اهتمت بالتاريخ وبالاجتماع وبالسياسة ما بين السنوات 2006 – 2009. كما نشر في جريدة الزمان الدولية مجموعة مقالات في الثقافة وفي السياسة وفي تاريخ العراق الحديث والمعاصر، ومن مؤلفاته وكتبه المطبوعة التي صدر منها الآتي:
- كتاب اقتصاديات المالية العامة - مترجم عن اللغة الإنكليزية - 1985 - نشر على حساب جامعة الموصل.
- موصليات بين المقامات والمقالات، طبع عام 2001.
- مجموعته القصصية الأولى بعنوان التحليق بحثًا عن أجنحة، طبع عام 2001.
- آلية صنع القرار السياسي والستراتيجي، طبع عام 2001 والذي أعيد نشره تحت عنوان (من هم صناع القرار في الولايات المتحدة الأمريكية) طبع عام 2008.
- مديات تأثير العولمة في تراتبية نظام القانون الدولي للاقتصاد، طبع عام 2008 ويتألف من قسمين (الأول باللغة العربية، والثاني باللغة الإنكليزية).
- معطيات الموازين الدولية بين الستاتيك والدايناميك - 2008.
- الرقابة على دستورية القوانين - 2008.
- الوجيز الموسوعي في تأريخ أهل الموصل (جزأين) - دمشق 2011.
- ديوان شعر بعنوان (توسلات إلى دخاخين مشرقية) - طبع في دار بعل - دمشق 2009
- الآشوريين «اثوراي» في وثائق الصحافة العراقية - صدر عن اتحاد الكُتّاب والأدباء الآشوريين في دهوك عام 2016.
- تاريخ لواء الموصل في وثائق الصحافة العراقية 1920 - 1950، صدر عن دار الزمان للنشر الدمشقية قي عام 2016.

## تكريمه
كرم الاستاذ معن آل زكريا بوسام (النجمة الذهبية) والذي يتوشحه في العديد من المناسبات باعتبارهِ أحد الرموز العلمية في العراق عام 2009، وكذلك منح درع نقابة الفنانين العراقيين لدورهِ المتميز في نشر الثقافة وإسهامه في رفد الحركة الثقافية العراقية بالكتب والمقالات والبحوث في عام 2010، وكذلك منح درع جامعة الموصل ودرع كلية القانون، ودرع وشهادة تميز من كلية الحدباء الجامعة، ودرع عشائر العراق (استلمهُ في دمشق عام 2009) في احتفالية، وكّرمَ بدرع وشهادة تميز من جامعة تكريت من قبل رئيس الجامعة الدكتور مزاحم الخياط في عام 2012، وأقيمت احتفالية كبرى حضرها رئيس جامعة سامراء (الدكتور عبد الستار الجميلي)، وجرى خلالها تقديم محاضرة عن سيرته في الكتابة والنشر والمعرفة طوال خمسة عقود من الزمن والتي حضرها كوادر الجامعة من التدريسيين والإداريين ومجموعة مختارة من الطلبة، وكذلك جرى تكريمهُ بدرع خاص من قبل البيت الثقافي عام 2012.